# 京極駅

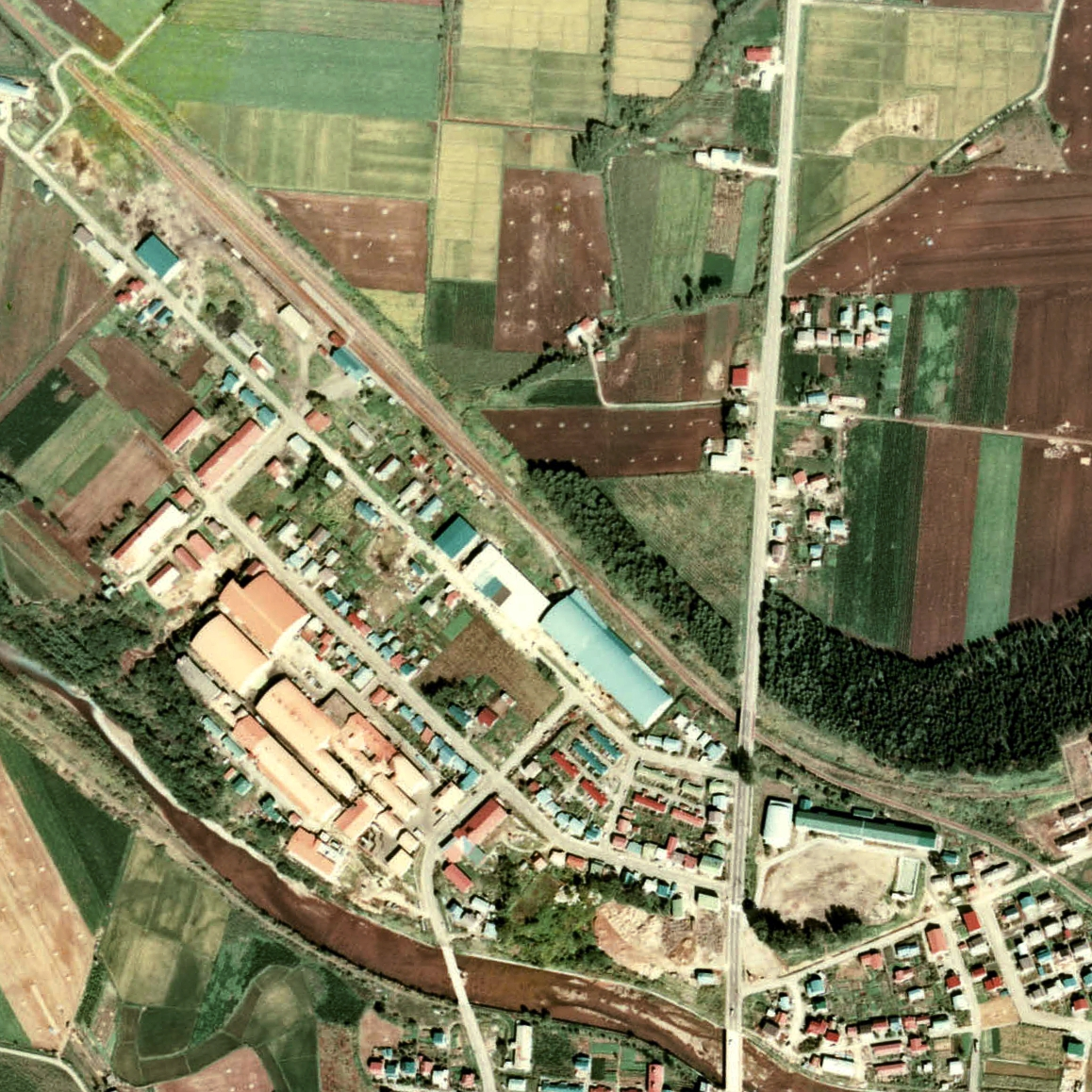
1976年の京極駅と周囲約750m範囲。左上が倶知安方面。右下の上は廃線となって軌道跡が残る支線の脇方方面。右下の下が本線の伊達紋別方面。

京極駅（きょうごくえき）は、北海道（後志支庁）虻田郡京極町字京極にかつて存在した、日本国有鉄道（国鉄）胆振線の駅（廃駅）である。電報略号はケフ。事務管理コードは▲131913。
1980年（昭和55年）9月まで運行されていた急行「いぶり」の停車駅であった。また、1970年（昭和45年）まで脇方駅に至る支線の接続駅でもあった。

## 歴史

### 年表
- 1919年（大正8年）11月15日：鉄道院京極軽便線倶知安駅 - 当駅間開通に伴い、開業。一般駅[1]。
- 1920年（大正9年）7月15日：当駅 - 脇方駅間延伸開通（京極軽便線全通）に伴い、中間駅となる。
- 1922年（大正11年）9月2日：路線名を京極線に改称、それに伴い同線の駅となる。
- 1928年（昭和3年）10月21日：胆振鉄道当駅 - 喜茂別駅（初代）間開通。
- 1941年（昭和16年）9月27日：胆振鉄道が胆振縦貫鉄道に譲渡（合併）される。
- 1943年（昭和18年）7月：駅舎改築[4]。
- 1944年（昭和19年）7月1日：胆振縦貫鉄道が戦時買収により国有化、路線名を胆振線に改称[1]。同時に京極線を胆振線に編入。それに伴い同線の駅となる。転車台廃止[5]。
- 1970年（昭和45年）11月1日：当駅 - 脇方駅間の支線が廃止される。
- 1980年（昭和55年）5月15日：貨物の取り扱いを廃止[1]。業務委託駅となる[6]。
- 1984年（昭和59年）2月1日：荷物の取り扱いを廃止[1]。
- 1986年（昭和61年）11月1日：胆振線の全線廃止に伴い、廃駅となる[2]。

### 駅名の由来
1895年（明治28年）12月、旧丸亀藩主京極家の子爵、京極高徳によって、現在の脇方川沿いのワッカタサップと呼ばれていた土地に「京極農場」が開かれた。この農場を中心に周辺に沢山の開拓農場が開かれて、「東倶知安」と通称されるようになり、市街を形成するようになった。その後、1910年（明治43年）に倶知安村からの分村の際にこの市街地名から村名は東倶知安村となった。
その9年後の1919年（大正8年）に当地まで鉄道が開通することとなったが、駅は東俱知安市街から離れた京極農場の敷地が提供されて設置されることとなり「京極駅」と命名されることとなった。
このことに対して一部の村民から「村長と京極農場管理人の専横である」との強烈な反対運動が起こったが、その後京極農場が解放されると、当駅の存在などを理由に京極村へ改称されることとなった。

## 駅構造
廃止時点で、単式ホーム1面・島式ホーム1面と3線を有する地上駅で、列車交換可能な交換駅であった。互いのホームは、駅舎側ホーム中央部分と対向ホーム南東側を結んだ構内踏切で連絡した。駅舎側ホーム（西側）が下りの1番線、島式ホーム（東側）駅舎側が上りの2番線、外側が3番線（但し1983年（昭和58年）時点では側線扱い）となっていた。そのほか、1番線の倶知安方から分岐し駅舎横までの行き止まりの側線を1線有していた。
脇方支線は駅の南方で分岐していた。
業務委託駅となっており、駅舎は構内の南西側に位置し単式ホームに接していた。

## 利用状況
- 1981年度（昭和56年度）の1日当たりの乗降客数は254人[13]。

## 駅周辺
- 北海道道821号京極停車場線
- 北海道道784号黒橋京極線[14]
- 国道276号（尻別国道）[14]
- 京極町役場
- 倶知安警察署京極駐在所
- 京極郵便局
- 京極町立京極小学校
- 京極町総合体育館
- 噴き出し公園 - 駅から西に約2km。「日本一の水」と呼ばれた名水（地下水）が湧出している[13]。現在は道の駅名水の郷きょうごくが開設されている。
- 北海道信用金庫京極支店
- ようてい農業協同組合（JAようてい）京極支所
- 尻別川[14]
- 春日渓谷 - 駅から南東に約5km。ペーペナイ川にあり、紅葉やツツジの名所でイワナ釣りができる[13]。別名・朝日渓谷。
- 羊蹄山（蝦夷富士） - 駅の西[14]。
- 道南バス「京極中央」停留所

## 駅跡
2001年（平成13年）時点では、当駅の跡地は農協の貯蔵施設の敷地となっており、2010年（平成22年）時点でも同様であった。
また2001年（平成13年）時点では当駅跡から倶知安方に行った所にトンネルの石積みの坑口がコンクリートで封鎖されながらも残存しており、2010年（平成22年）時点、2011年（平成23年）時点でも同様であった。このトンネルの名は「ガル川隧道」であった。

## 隣の駅
日本国有鉄道
胆振線
東京極駅 - 京極駅 - 北岡駅
胆振線（脇方支線）
京極駅 - 脇方駅